# Lošinj - Vela i Mala draga
Lošinj - Vela i Mala draga este o arie protejată (sit de importanță comunitară — SCI) din Croația întinsă pe o suprafață de 9,04 ha, integral marine.

## Localizare
Centrul sitului Lošinj - Vela i Mala draga este situat la coordonatele 44°30′37″N 14°28′49″E / 44.510384°N 14.480246°E.

## Înființare
Situl Lošinj - Vela i Mala draga a fost declarat sit de importanță comunitară în iulie 2013 pentru a proteja un număr necunoscut de specii din flora spontană și fauna sălbatică aflate în arealul zonei.

## Biodiversitate
Situată în ecoregiunea marină mediteraneană, aria protejată conține 1 habitat natural: Golfuri mici largi și golfuri puțin adânci.
La baza desemnării sitului se află un număr nedeclarat de specii protejate.